# Giải vô địch bóng rổ thế giới 2023 (Bảng F)
Bảng F là một trong tám bảng đấu trong giai đoạn vòng bảng của Giải vô địch bóng rổ thế giới 2023, diễn ra từ ngày 26 đến ngày 30 tháng 8 năm 2023, bao gồm các đội Slovenia, Cabo Verde, Gruzia và Venezuela. Trong bảng đấu này, có hai đội tuyển làm nên lịch sử khi có lần đầu tiên tham dự giải đấu, đó là Cabo Verde và Gruzia. Mỗi đội thi đấu vòng bảng theo thể thức vòng tròn một lượt tính điểm, mỗi đội gặp nhau đúng 1 lần duy nhất, tất cả các trận đấu của bảng diễn ra tại Nhà thi đấu Okinawa, Thành phố Okinawa, Nhật Bản. Hai đội đứng đầu bảng sẽ giành vé vào vòng 2, còn 2 đội cuối bảng sẽ phải thi đấu vòng phân hạng 17–32.

## Các đội tuyển
| Đội tuyển  | Vượt qua vòng loại                                            | Vượt qua vòng loại      | Số lần tham dự   | Số lần tham dự | Số lần tham dự           | Thành tích tốt nhất | Thứ hạng |
| Đội tuyển  | Với tư cách                                                   | Ngày vượt qua vòng loại | Lần cuối tham dự | Số lần tham dự | Số lần tham dự liên tiếp | Thành tích tốt nhất | Thứ hạng |
| ---------- | ------------------------------------------------------------- | ----------------------- | ---------------- | -------------- | ------------------------ | ------------------- | -------- |
| Slovenia   | 3 đội đầu bảng J khu vực châu Âu                              | 14 tháng 11 năm 2022    | 2014             | 4              | 1                        | Hạng 7 (2014)       | 7        |
| Cabo Verde | Đội tuyển đứng thứ ba có thành tích tốt nhất khu vực châu Phi | 26 tháng 2 năm 2023     | —                | 1              | 1                        | Lần đầu tham dự     | 66       |
| Gruzia     | 3 đội đầu bảng L khu vực châu Âu                              | 26 tháng 2 năm 2023     | —                | 1              | 1                        | Lần đầu tham dự     | 32       |
| Venezuela  | 3 đội đầu bảng E khu vực châu Mỹ                              | 26 tháng 2 năm 2023     | 2019             | 5              | 2                        | 11th place (1990)   | 17       |

## Bảng xếp hạng
| VT | Đội        | ST | T | B | ĐT  | ĐB  | HS  | Đ | Giành quyền tham dự |
| -- | ---------- | -- | - | - | --- | --- | --- | - | ------------------- |
| 1  | Slovenia   | 3  | 3 | 0 | 280 | 229 | +51 | 6 | Vòng 2              |
| 2  | Gruzia     | 3  | 2 | 1 | 222 | 207 | +15 | 5 | Vòng 2              |
| 3  | Cabo Verde | 3  | 1 | 2 | 218 | 252 | −34 | 4 | Phân hạng 17–32     |
| 4  | Venezuela  | 3  | 0 | 3 | 219 | 251 | −32 | 3 | Phân hạng 17–32     |

## Các trận đấu
Tất cả các trận đấu được diễn ra theo (UTC+9).

### Slovenia vs Venezuela
| 26 tháng 8 năm 2023 20:30 | Chi tiết | Slovenia                                                      | 100–85 | Venezuela                                                                  |  | Nhà thi đấu Okinawa, Thành phố Okinawa Số khán giả: 6,389 Trọng tài: Ademir Zurapović (Bosna và Hercegovina), Matthew Kallio (Canada), Wojciech Liszka (Ba Lan) |
| 26 tháng 8 năm 2023 20:30 | Chi tiết | Điểm mỗi set: 31–33, 25–18, 22–12, 22–22                      |        |                                                                            |  | Nhà thi đấu Okinawa, Thành phố Okinawa Số khán giả: 6,389 Trọng tài: Ademir Zurapović (Bosna và Hercegovina), Matthew Kallio (Canada), Wojciech Liszka (Ba Lan) |
| 26 tháng 8 năm 2023 20:30 | Chi tiết | Điểm: Dončić 37 Chụp bóng bật bảng: Dončić 7 Hỗ trợ: Dončić 6 |        | Điểm: Sojo 16 Chụp bóng bật bảng: Carrera, Colmenares 4 Hỗ trợ: Guillent 6 |  | Nhà thi đấu Okinawa, Thành phố Okinawa Số khán giả: 6,389 Trọng tài: Ademir Zurapović (Bosna và Hercegovina), Matthew Kallio (Canada), Wojciech Liszka (Ba Lan) |

### Cabo Verde vs Gruzia
| 26 tháng 8 năm 2023 17:00 | Chi tiết | Cabo Verde                                                          | 60–85 | Gruzia                                                                      |  | Nhà thi đấu Okinawa, Thành phố Okinawa Số khán giả: 5,669 Trọng tài: Jorge Vázquez (Puerto Rico), Martin Horozov (Bulgaria), Wael Mostafa (Ai Cập) |
| 26 tháng 8 năm 2023 17:00 | Chi tiết | Điểm mỗi set: 11–20, 11–28, 15–22, 23–15                            |       |                                                                             |  | Nhà thi đấu Okinawa, Thành phố Okinawa Số khán giả: 5,669 Trọng tài: Jorge Vázquez (Puerto Rico), Martin Horozov (Bulgaria), Wael Mostafa (Ai Cập) |
| 26 tháng 8 năm 2023 17:00 | Chi tiết | Điểm: Mendes 11 Chụp bóng bật bảng: E. Tavares 12 Hỗ trợ: Da Rosa 6 |       | Điểm: Shengelia 16 Chụp bóng bật bảng: Bitadze 11 Hỗ trợ: Andronikashvili 6 |  | Nhà thi đấu Okinawa, Thành phố Okinawa Số khán giả: 5,669 Trọng tài: Jorge Vázquez (Puerto Rico), Martin Horozov (Bulgaria), Wael Mostafa (Ai Cập) |

### Gruzia vs Slovenia
| 28 tháng 8 năm 2023 20:30 | Chi tiết | Gruzia                                                                            | 67–88 | Slovenia                                                       |  | Nhà thi đấu Okinawa, Thành phố Okinawa Số khán giả: 6,042 Trọng tài: Jorge Vázquez (Puerto Rico), Omar Bermúdez (México), Blanca Burns (Hoa Kỳ) |
| 28 tháng 8 năm 2023 20:30 | Chi tiết | Điểm mỗi set: 17–16, 16–29, 17–18, 17–25                                          |       |                                                                |  | Nhà thi đấu Okinawa, Thành phố Okinawa Số khán giả: 6,042 Trọng tài: Jorge Vázquez (Puerto Rico), Omar Bermúdez (México), Blanca Burns (Hoa Kỳ) |
| 28 tháng 8 năm 2023 20:30 | Chi tiết | Điểm: Mamukelashvili 21 Chụp bóng bật bảng: Mamukelashvili 7 Hỗ trợ: Tsintsadze 7 |       | Điểm: Dončić 34 Chụp bóng bật bảng: Dončić 10 Hỗ trợ: Dončić 6 |  | Nhà thi đấu Okinawa, Thành phố Okinawa Số khán giả: 6,042 Trọng tài: Jorge Vázquez (Puerto Rico), Omar Bermúdez (México), Blanca Burns (Hoa Kỳ) |

### Venezuela vs Cabo Verde
| 28 tháng 8 năm 2023 17:00 | Chi tiết | Venezuela                                                       | 75–81 | Cabo Verde                                                                          |  | Nhà thi đấu Okinawa, Thành phố Okinawa Số khán giả: 5,841 Trọng tài: Ademir Zurapović (Bosna và Hercegovina), Wojciech Liszka (Ba Lan), Ahmed Al-Shuwaili (Iraq) |
| 28 tháng 8 năm 2023 17:00 | Chi tiết | Điểm mỗi set: 23–24, 23–9, 20–26, 9–22                          |       |                                                                                     |  | Nhà thi đấu Okinawa, Thành phố Okinawa Số khán giả: 5,841 Trọng tài: Ademir Zurapović (Bosna và Hercegovina), Wojciech Liszka (Ba Lan), Ahmed Al-Shuwaili (Iraq) |
| 28 tháng 8 năm 2023 17:00 | Chi tiết | Điểm: Cubillán 15 Chụp bóng bật bảng: Sojo 7 Hỗ trợ: Cubillán 4 |       | Điểm: Betinho 22 Chụp bóng bật bảng: E. Tavares 14 Hỗ trợ: E. Tavares, W. Tavares 3 |  | Nhà thi đấu Okinawa, Thành phố Okinawa Số khán giả: 5,841 Trọng tài: Ademir Zurapović (Bosna và Hercegovina), Wojciech Liszka (Ba Lan), Ahmed Al-Shuwaili (Iraq) |

### Slovenia vs Cabo Verde
| 30 tháng 8 năm 2023 20:30 | Chi tiết | Slovenia                                                      | 92–77 | Cabo Verde                                                              |  | Nhà thi đấu Okinawa, Thành phố Okinawa Số khán giả: 5,145 Trọng tài: Ademir Zurapović (Bosna và Hercegovina), Omar Bermúdez (México), Waseem Husainy (Canada) |
| 30 tháng 8 năm 2023 20:30 | Chi tiết | Điểm mỗi set: 24–21, 21–17, 24–17, 23–22                      |       |                                                                         |  | Nhà thi đấu Okinawa, Thành phố Okinawa Số khán giả: 5,145 Trọng tài: Ademir Zurapović (Bosna và Hercegovina), Omar Bermúdez (México), Waseem Husainy (Canada) |
| 30 tháng 8 năm 2023 20:30 | Chi tiết | Điểm: Dončić 19 Chụp bóng bật bảng: Dončić 7 Hỗ trợ: Dončić 9 |       | Điểm: Betinho 17 Chụp bóng bật bảng: E. Tavares 10 Hỗ trợ: E. Tavares 5 |  | Nhà thi đấu Okinawa, Thành phố Okinawa Số khán giả: 5,145 Trọng tài: Ademir Zurapović (Bosna và Hercegovina), Omar Bermúdez (México), Waseem Husainy (Canada) |

### Gruzia vs Venezuela
| 30 tháng 8 năm 2023 17:00 | Chi tiết | Gruzia                                                                         | 70–59 | Venezuela                                                                |  | Nhà thi đấu Okinawa, Thành phố Okinawa Số khán giả: 5,807 Trọng tài: Matthew Kallio (Canada), Amy Bonner (Hoa Kỳ), Wojciech Liszka (Ba Lan) |
| 30 tháng 8 năm 2023 17:00 | Chi tiết | Điểm mỗi set: 24–19, 18–4, 17–21, 11–15                                        |       |                                                                          |  | Nhà thi đấu Okinawa, Thành phố Okinawa Số khán giả: 5,807 Trọng tài: Matthew Kallio (Canada), Amy Bonner (Hoa Kỳ), Wojciech Liszka (Ba Lan) |
| 30 tháng 8 năm 2023 17:00 | Chi tiết | Điểm: Shengelia 25 Chụp bóng bật bảng: Bitadze 11 Hỗ trợ: Sanadze, Shengelia 3 |       | Điểm: Colmenares 16 Chụp bóng bật bảng: Colmenares 12 Hỗ trợ: Guillent 7 |  | Nhà thi đấu Okinawa, Thành phố Okinawa Số khán giả: 5,807 Trọng tài: Matthew Kallio (Canada), Amy Bonner (Hoa Kỳ), Wojciech Liszka (Ba Lan) |